# Delá
Delá ( ? - v 894), conde de Ampurias (862-894).
Era hijo del conde Suñer I de Ampurias. A la muerte de este en el 862 fue designado heredero junto a su hermano, Suñer II de Ampurias. Junto a él intentó ocupar el condado de Gerona pero su primo Wifredo el Velloso se lo impidió.
Se casó con una supuesta hija de Sunifredo I, Sixilona de Barcelona, con la que tuvo dos hijos:
- Ramló, (? - 960), abad del monasterio de San Juan de Ripoll.
- Virgilia (? - 957), que tuvo dos hijos ilegítimos con Miró II de Cerdaña.

| Predecesor: Hunifredo | Conde de Ampurias 862 - 894 | Sucesor: Suniario II de Ampurias |